# Avia BH-29
Avia BH-29 byl jednomotorový dvousedadlový cvičný dvouplošník. Cílem konstruktéru Beneše a Hajna byl jednoduchý, snadno ovladatelný, levný a současně bezpečný letoun určený pro základní výcvik. Byly vyrobeny jen dva letouny vč. prvního prototypu.

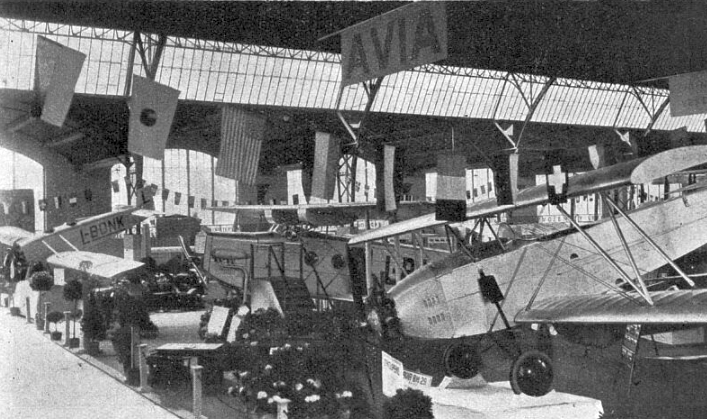
Avia BH-29 a Walter NZ-85 na IV. mezinárodní letecké výstavě v Praze, první letoun zprava (Letectví č. 6, 1927, s. 131)

## Vznik a vývoj
Avia BH-29 bylo cvičné letadlo postavené v Avii (Avia, Miloš Bondy a spol., továrna na letadla, Praha-Holešovice) v roce 1927 v naději, že letoun bude uveden na trh jak pro Československou armádu, tak i pro Československou leteckou společnost či další letecké společnosti jako školní letoun. Prototyp obecně zachoval dispozici předchozích letounů, stíhacích dvouplošníků Avia BH-21 (1924) a Avia BH-26 (1926).

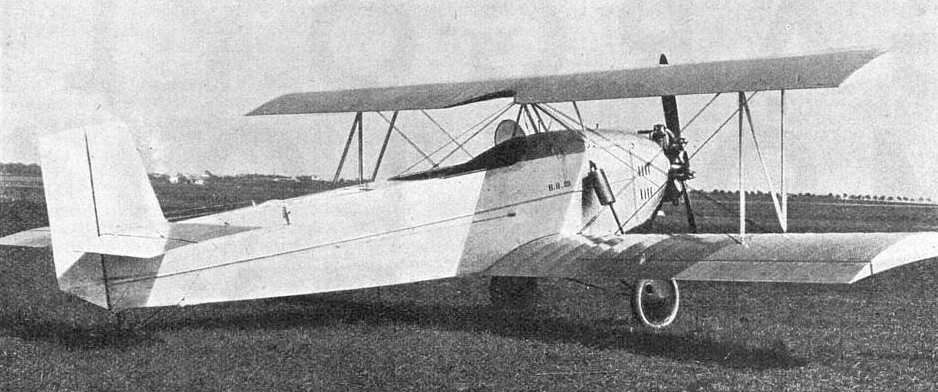
Avia BH-29 (Letectví 1927, č. 9, s. 218)

Letoun byl osazen motorem Walter NZ-85, což byl sedmiválcový, vzduchem chlazený hvězdicový motor, s jmenovitým 63 kW (85 k) a vzletovým výkonem 75 kW (100 k). Motor byl schválen k provozu v březnu 1926.  Avia BH-29 (výr. č. 1) zalétal 29. srpna 1927 tovární pilot Karl Fritsch (někdy bývá uváděn s počeštělým jménem jako Karel Frič). Výsledek zalétání letounu s tlustým profilem křídla po celé délce byl překvapující, letadlo se totiž nechtělo zvednout od země, a když už se to pilotovi povedlo, nedosáhl zprvu větší výšky než 10 m. Přesto bylo v odborném časopisu Letectví uvedeno: "Všechny zkoušky měly uspokojivý výsledek a bylo zjištěno, že šéfkonstruktérům Benešovi a Hajnovi se podařilo dokonale dát letadlu všechny vlastnosti, které musí vykazovati letadlo pro první elementární výcvik. Letadlo vyniká neobyčejně malou přistávací rychlostí a díky velikému rozchodu kol je jízda po zemi velmi bezpečná jak při startu, tak po přistání a během jízdy je letadlo neobyčejně snadno ovládatelné. Nový systém podvozku a jeho vypérování osvědčil se neobyčejně dobře a připouští velmi hrubé přistání bez nebezpečí defektu. Vlastnosti v letu jsou vyvrcholením toho, co učinilo všechna letadla Avia oblíbenými a nejvýš bezpečnými stroji pro všechny účely. Při propadání nejeví letadlo tendence ke sklouznutí po křídle. Letadlo lze dostat do vývrtky, vychází z ní však samo s naprostou bezpečností. Veškerá kormidla a křidélka fungují bezvadně, letadlo má značně hrubší řízení nežli letadla sportovní, avšak přece dosti jemné, aby pilot při výcviku na tomto letadle si osvojil dostatek zručnosti k řízení přechodných letadel." Původní prototyp školního dvouplošníku, přestože byl zapsán do rejstříku pod L-BONN (OK-ONN) jako tovární letoun, byl pro své konstruktéry ve skutečnosti opravdovým zklamáním.
Konstruktéři Beneš a Hajn se nevzdali, přepracovali celou konstrukci, dali letounu nová křídla klasické konstrukce a výkonnější devítiválcový motor Walter NZ-120 o výkonu 120 koní (89 kW). Výkonnější verze letounu označená jako Avia BH-29.1 (výr. č. 2) byla zanesena do rejstříku 3. května 1928 jako L-BONQ (od 9.9.1933 jako OK-LIR). Letové vlastnosti se podstatně zlepšily, avšak pronikavého, obchodního zájmu o tuto variantu rovněž nebylo dosaženo. Přesto belgická společnost SABCA uvažovala o zahájení výroby tohoto letounu BH-29 v licenci.
V březnu 1930, krátce po převzetí Avie plzeňským koncernem Škoda (1929), bylo založeno letadlové oddělení Praga v Českomoravská-Kolben-Daněk a.s. v karlínském závodě ČKD (bývalá Daňkovka). Hlavními konstruktéry se stali ing. Pavel Beneš a ing. Miroslav Hajn, kteří odešli spolu s dalšími pracovníky z továrny Avia (mj. i tovární pilot Karl Fritsch), čímž projekt BH-29 v podstatě skončil. Koncepce BH-29 byla později použita při návrhu konstrukce silnějšího cvičného letadla Avia BH-30, jehož projekt však nebyl nikdy dokončen.

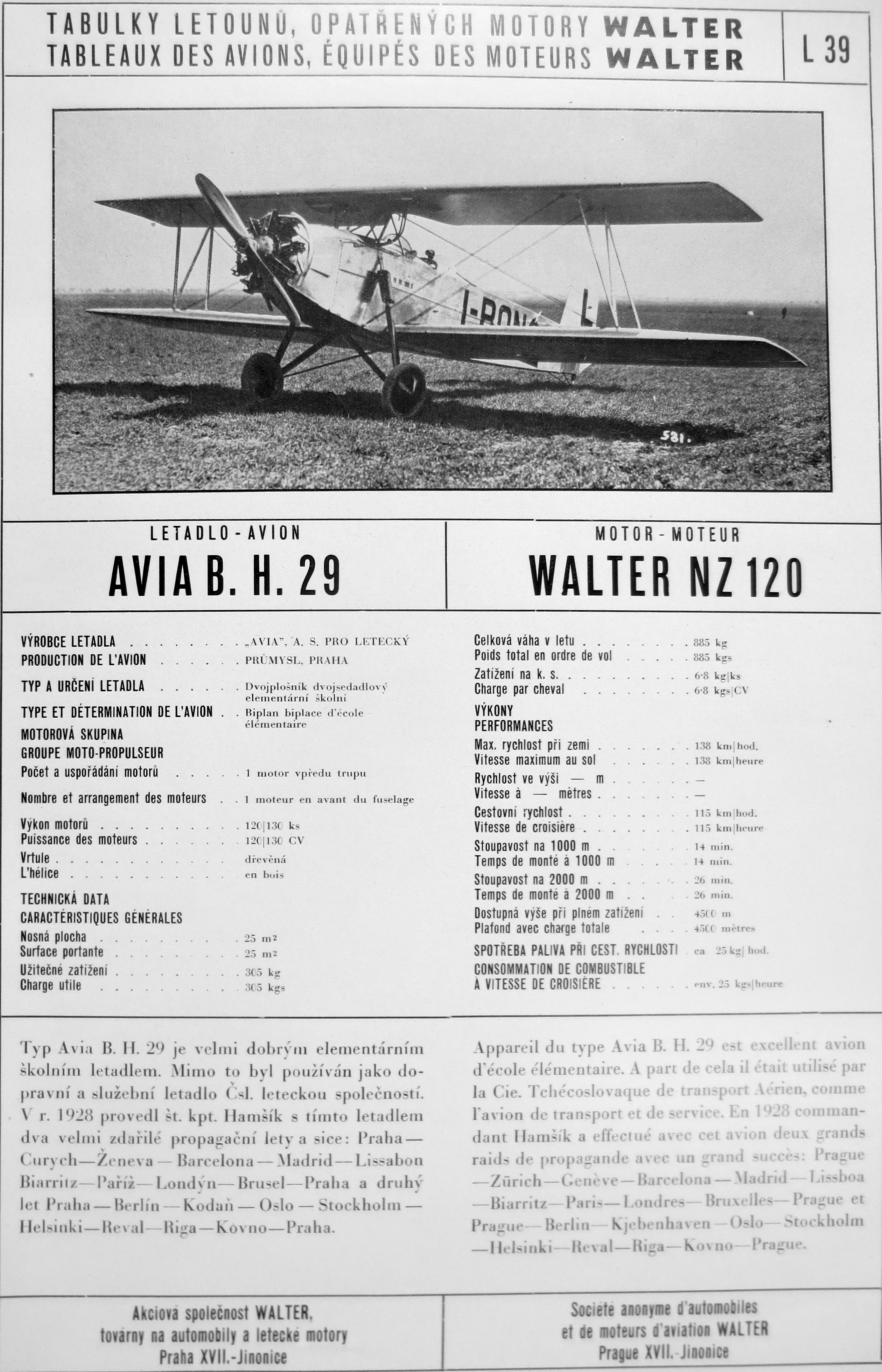
Avia BH-29.1 a Walter NZ-120 (1928)

## Popis letounu
Jednalo se o konvenční konstrukci, celodřevěný dvouplošník s křídly, s plátěným potahem, o nestejném rozpětí "hranatých" křídel a pevným záďovým podvozkem. Na prvním prototypu byl použit velmi tlustý profil křídla po celém rozpětí. Pilotní žák a instruktor seděli v tandemovém, otevřeném kokpitu, v němž žák zpravidla seděl na předním sedadle. 
U tohoto dvouplošníku horní křídlo mělo kratší rozpětí, než tomu bylo na spodním křídle. Toto řešení bylo zvoleno za účelem snížení koncového zatížení v nosnících horní roviny a pro posílení horního křídla. Horní křídlo bylo potaženo překližkou, spodní křídlo bylo potaženo plátnem. Obě křídla byla vyrobena ze dřeva, s nosníky a přírubami ze smrkového dřeva. Vnější vyztužení bylo obvyklého typu, s N vzpěrami ze svařované ocelové trubky jednoduchého průřezu. Navíc byla křídla navzájem rozepřena drátěnými vzpěrami ve tvaru X. Křidélka dřevěné konstrukce byla pouze na dolním křídle a byla ovládána tyčkami a klikami, aniž by se používaly kabely. Plochý trup měl konstrukci používanou firmou Avia po celá léta: čtyři podélníky pokryté překližkou. Ocasní plochy byly ze svařované ocelové trubkové konstrukce vyztužené drátem.
Motor byl namontován na desce připevněné k trupu pouze ve čtyřech bodech a benzín byl dodáván samospádem ze dvou nádrží namontovaných v horním křídle. Olejová nádrž byla umístěna za motorem, v horní kapotáži trupu.

## Použití
Letoun byl poprvé veřejnosti představen od 4. do 16. června 1927, ještě bez imatrikulace, na IV. mezinárodní letecké výstavě v Praze. Když však na domácím trhu nebyl o letoun žádný zájem, podnikla Avia propagační turné, kde bylo letadlo předvedeno v osmnácti evropských zemích. Velkým propagátorem verze BH-29.1 (L-BONQ) byl škpt. Josef Hamšík, který s ním vykonal v roce 1928 dva dálkové lety. První od 7. května 1928 směřoval přes Německo, Švýcarsko, Španělsko, Portugalsko, Francii, Velkou Británii do Belgie a zpět do Prahy. Ve Švýcarsku se zúčastnil leteckého meetingu v Ženevě. Úspěch byl zcela mimořádný a letadlo i motor byly středem pozornosti. V Londýně byl pořádán banket, jehož se zúčastnili sir Brancker, zástupci našeho vyslanectví a pan Carters, zástupce Škodových závodů a továrny Avia. K odletu se dostavil i velvyslanec, splnomocněný ministr Jan Masaryk. Druhý let se uskutečnil o něco později a vedl na sever Evropy (mj. Německo, Belgie, Dánsko, Norsko, Švédsko a Lotyšsko). Do Prahy se škpt. Hamšík vrátil 17. července. Obchodní efekt z těchto cest se bohužel neprojevil.
Ve druhé polovině května 1928 navštívila švýcarská vojenská komise továrnu Avia a zúčastnila se demonstračních letů prováděných novými typy letadel Avia BH-29 a BH-33, které byly předloženy této komisi. Dva z jejích členů provedli let školním letounem Avia BH-29, přičemž velmi ocenili vlastnosti tohoto letadla. Letoun měl být rovněž vystaven v roce 1928 na 11. ročníku pařížského aerosalonu od 29. června do 15. července, ale vzhledem k cestě škpt. Hamšíka Evropou k této prezentaci nedošlo. V zahraničí byl vystaven až na podzim 1928 na mezinárodní výstavě ILA v Berlíně (BERLIN AERO SHOW).
Tento letoun (výr. č. 2) po 3 letech v Avii (zapsán do leteckého rejstříku 3. května 1928) nakonec sloužil od roku 1931 artistu Kellnersovi jako létající hrazda (zavěšená pod trupem), v Masarykově letecké lize (1933-1935) a dosloužil v Aeroklubu Vysokoškolského Sportu (AVS). Z leteckého rejstříku byl vymazán 13. května 1937.

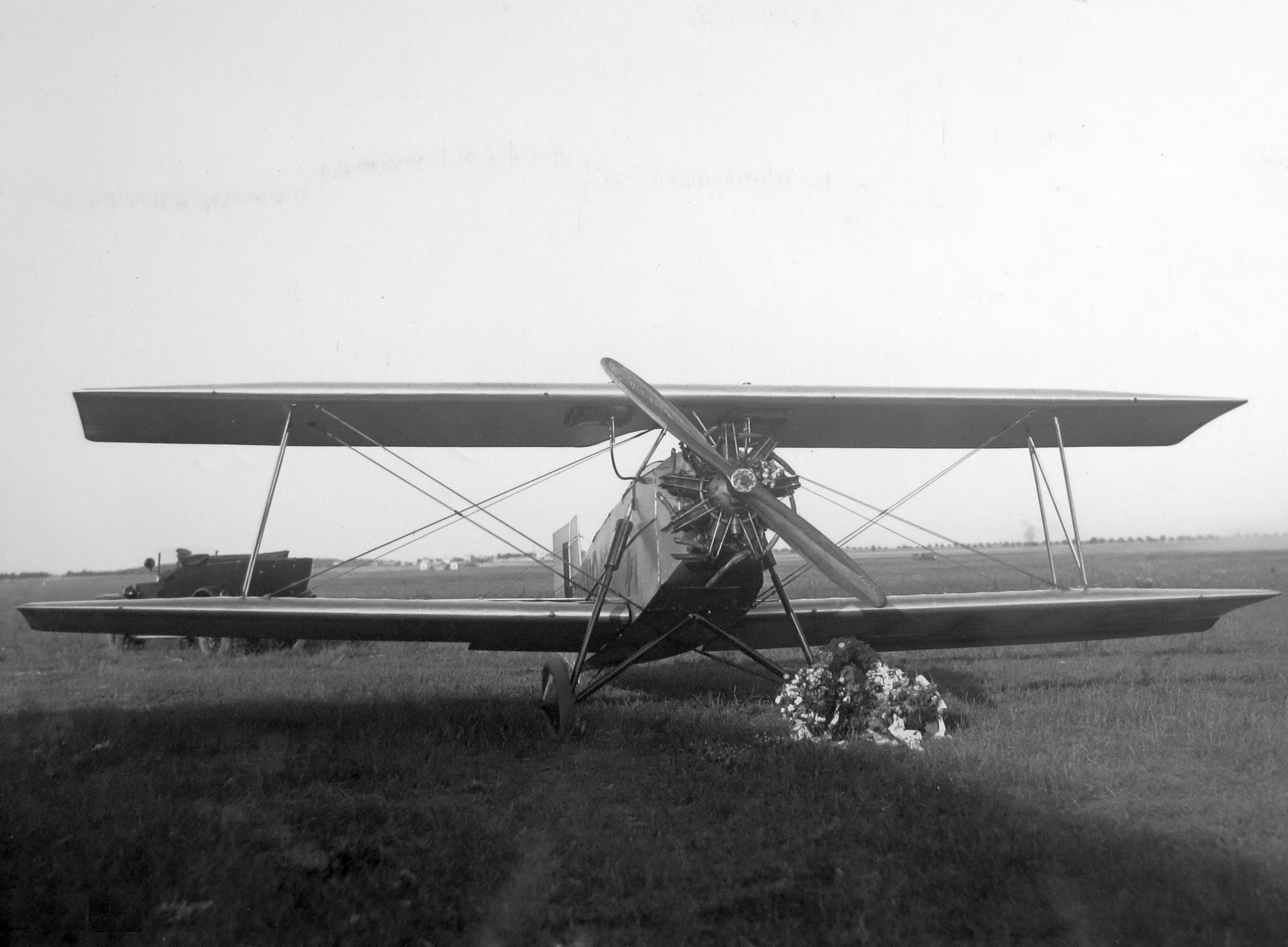
Walter NZ-120 a Avia BH-29.1 (1928)

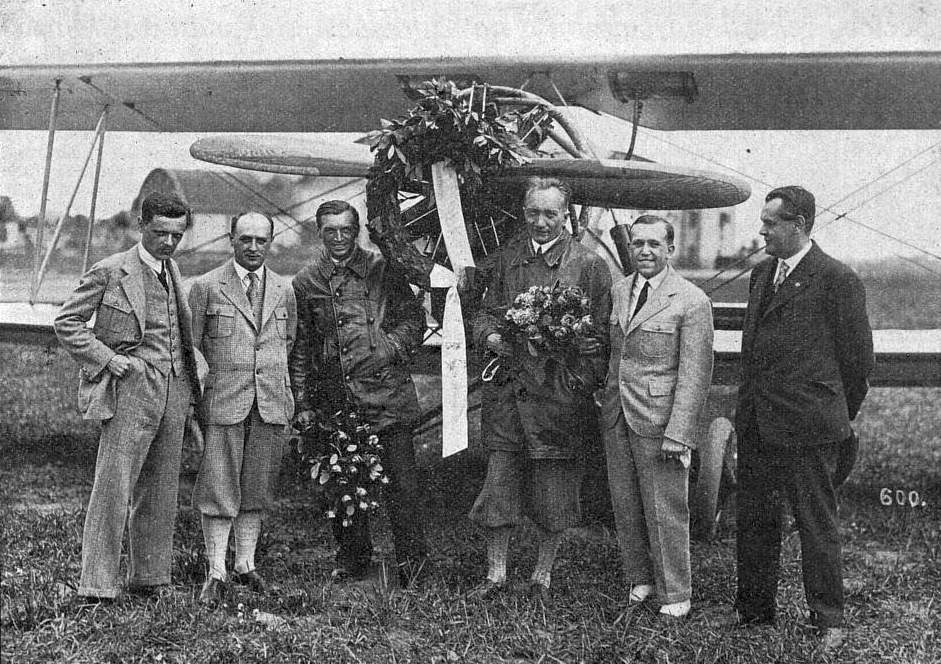
Uvítání škpt. Hamšíka 1928 po 2. předváděcím letu Evropou (zleva ing. Hajn, ing. Beneš, mechanik Kučera, škpt. Hamšík, ing. Kumpera, ing. Barvitius)

## Uživatelé
- Československo
  - Avia, Miloš Bondy a spol., továrna na letadla, Praha-Holešovice
  - Masarykova letecká liga
  - Aeroklub Vysokoškolského Sportu

## Specifikace (BH-29)

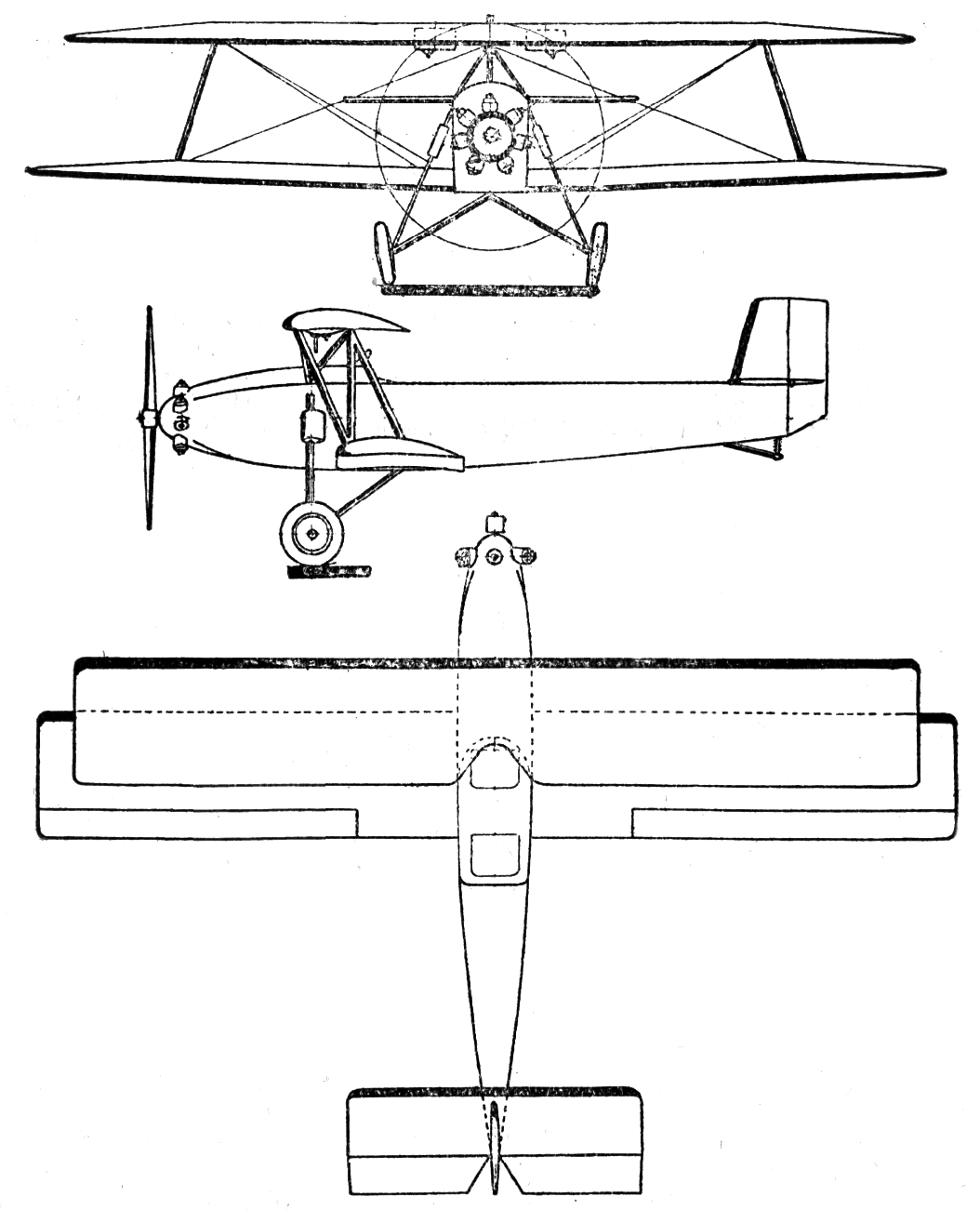
Avia BH-29 s NZ-85 - třípohledový nákres

Data pro BH-29 dle

### Technické údaje
- Typ: jednomotorový dvoumístný cvičný dvouplošník

- Osádka: 2
- Rozpětí: 9,80 m
- Délka: 7,40 m
- Výška: 2,70 m
- Nosná plocha: 25,00 m2
- Plošné zatížení: 29,00 kg/m2
- Hmotnost prázdného letounu: 830 kg (NZ-85), 885 kg (NZ-120)
- Vzletová hmotnost: 1090 kg (NZ-85)
- Pohonná jednotka pro BH-29: vzduchem chlazený hvězdicový motor Walter NZ-85 o výkonu 85 k (62 kW)
- Pohonná jednotka pro BH-29.1: vzduchem chlazený hvězdicový motor Walter NZ-120 o výkonu 120 k (89 kW).
- Vrtule: dvoulistá, dřevěná

### Výkony
- Maximální rychlost: 138 km/h (NZ-85), 145 km/h (NZ-120)
- Cestovní rychlost: 105 km/h (NZ-85), 115 km/h (NZ-120)
- Dostup: 4000 m (NZ-85), 4500 m (NZ-120)
- Stoupavost do 2000 m: 26 min. (NZ-85), 15 min. (NZ-120)
- Rychlost stoupání: 2,5 m/s (NZ-85)
- Dolet: 600 km